# Jean Martin (docteur)
Pour les articles homonymes, voir Jean Martin et Martin.
Jean Martin, né le 3 juillet 1905 à Montreuil et mort le 9 février 1984 à Paris, est un médecin et chirurgien français. Il est également le président du Sporting club universitaire de France rugby (SCUF) de 1951 à 1967, et celui du SCUF omnisports de 1967 à 1983.

## Biographie
Jean Martin adhère au SCUF en 1923 au sein duquel il pratique la natation et le rugby à XV. Il fait partie de la première école de rugby du SCUF dirigée par l'international André Theuriet. Puis il intègre rapidement l'équipe première. À côté de son activité sportive, il fait des études de médecine, réussit son internat et devient chirurgien. Après sa carrière de joueur, il maintient deux activités de front car il devient le dirigeant du SCUF pendant plus de 30 ans et également le président de la commission médicale de la Fédération française de rugby. Il est surnommé le Toubib par les joueurs internationaux et ceux du club.
Jean Martin est fasciné par le rugby et est un admirateur du rugby anglo-saxon. Il apprécie son organisation, ses terrains et de son état d'esprit. Sous sa présidence, il renforce les liens avec le club de Stratford dont il devient un membre à vie. Grâce à lui, les joueurs du club parisien découvrent les stades britanniques tels que ceux d'Édimbourg, de Cardiff, de Dublin ou de Londres. Il transfère le siège du SCUF rue de Chazelles de 1954 à 1978. Il est élu en 1960 champion des dirigeants sportifs.